# Perspectives in Plant Ecology, Evolution and Systematics
Perspectives in Plant Ecology, Evolution and Systematics (Perspect Plant Ecol) ist eine internationale Fachzeitschrift für Ökologie mit einem Peer-Review-Verfahren.
Die Zeitschrift fokussiert sich auf Pflanzenökologie und Evolutionsbiologie. Der Impact Factor beträgt 3,6 und sie belegt Platz 83 von 706 Fachzeitschriften. Die Zeitschrift ging aus den Veröffentlichungen des Geobotanischen Instituts Rübel in Zürich der Stiftung Rübel hervor. In dieser Zeitschrift veröffentlichten Autoren wie Josias Braun-Blanquet, Reinhold Tüxen, oder Heinz Ellenberg Monographien. Der erste Chefredakteur war Peter J. Edwards und ist es bis heute. Zunächst wurde die Zeitschrift bei Urban Fischer verlegt.